# Municipio de Armada (Nebraska)
El municipio de Armada (en inglés: Armada Township) es un municipio ubicado en el condado de Buffalo en el estado estadounidense de Nebraska. En el año 2010 tenía una población de 249 habitantes y una densidad poblacional de 2,72 personas por km².

## Geografía
El municipio de Armada se encuentra ubicado en las coordenadas 40°54′16″N 99°22′15″O / 40.90444, -99.37083. Según la Oficina del Censo de los Estados Unidos, el municipio tiene una superficie total de 91.66 km², de la cual 91,59 km² corresponden a tierra firme y (0,08 %) 0,08 km² es agua.

## Demografía
Según el censo de 2010, había 249 personas residiendo en el municipio de Armada. La densidad de población era de 2,72 hab./km². De los 249 habitantes, el municipio de Armada estaba compuesto por el 95,58 % blancos, el 2,41 % eran de otras razas y el 2,01 % eran de una mezcla de razas. Del total de la población el 5,22 % eran hispanos o latinos de cualquier raza.